# Llorenç Martínez
Llorenç o Lorenzo Martínez (mort el 1793) fou un arquitecte valencià del segle xviii, molt relacionat amb Antoni Gilabert Fornés, amb qui va col·laborar, però sempre en un segon pla.

## Biografia
De la vida de Llorenç Martínez se'n tenen escasses dades. Pertanyia a una família important d'arquitectes valencians vinculats al càrrec de mestre major de la ciutat de València (el seu oncle patern fou Gapar Martínez i son pare Miquel Martínez), càrrec amb el qual va continuar la tradició familiar, ocupant-lo fins a la seua mort. Martínez intentà integrar-se a l'Acadèmia de Sant Carles, acabada de fundar però no va reeixir; contràriament el seu fill Joaquim Martínez (1750-1813) fou un dels directors d'aquesta acadèmia i un dels arquitectes valencians més significatius del neoclassicisme.
De les primeres activitats com a arquitecte es coneix la seua participació junt amb son pare Miquel Martínez a les obres de remodelació de l'església de sant Martí de València; l'any 1755 se sap que va cobrar 34 lliures per decorar la façana de la Casa Natalícia de Sant Vicent Ferrer i algunes obres a la porta del pati del mateix edifici, amb motiu del III Centenari de la canonització d'aquest sant.
El 1768 es fundà oficialment l'Acadèmia de Sant Carles, i Llorenç Martínez va sol·licitar l'aprovació acadèmica per a l'exercici de l'arquitectura, obtenint aquesta facultat el 13 de maig del mateix any. A la mort de l'arquitecte Felip Rubio pocs mesos després, Martínez va presentar una instància per a ocupar el càrrec que deixava Rubio, director de la secció d'arquitectura de l'acadèmia. Per a l'accés a aquesta plaça era necessari segons les prerrogatives estatutàries tindre el càrrec previ de tinent d'arquitectura, aleshores ocupat per Antoni Gilabert, el seu futur company de feina. Amb Martínez sol·licitaren la plaça de tinent Joan Baptista Mínguez i Mauro Minguet. En junta ordinària del 17 de juliol de 1768, després de la votació secreta fou elegit per al càrrec Joan Baptista Mínguez per sis vots, pels quatre de Llorenç Martínez i els dos de Minguet.
L'any 1772 va realitzar un projecte de teatre per a València, els plans del qual foren enviats a l'acadèmia per a la seua supervisió. Dos anys més tard rebé l'encàrrec ja com a mestre major de la ciutat, de visurar l'edifici universitari per tal de reparar el seu estat de ruïna. Des de l'any 1773 la seua activitat roman estretament vinculada a la d'Antoni Gilabert, junts van participar de la remodelació de la catedral de València. Un altre treball conjunt dels dos arquitectes, amb la companyia dels picapedrers Diego Cubillas i Andreu Soler, fou el reconeixement i dictamen de l'estat del pont de la Mar, per la ruïna de tres dels seus arcs a causa d'una riuada del Túria. També, ambdós arquitectes signaren conjuntament el projecte, no executat, d'església per a la població de Paterna el 1782.
La mort de Llorenç Martínez es degué produir pocs dies després de la de Gilabert (13 de desembre de 1792), ja que el 3 de febrer de 1793 l'ajuntament de València comunicava a l'Acadèmia de Sant Carles la mort del seu mestre major.